# Nikolai Korolkov
Pour les articles homonymes, voir Korolkov.
Nikolaï Pavlovitch Korolkov (en russe : Николай Павлович Корольков), né le 28 novembre 1946 à Rostov-sur-le-Don (RSFS de Russie, URSS) et mort le 5 juillet 2024, est un cavalier soviétique de saut d'obstacles.
Il remporte une médaille d'or en saut d'obstacles avec l'équipe soviétique et une médaille d'argent individuelle aux jeux olympiques d'été de 1980 à Moscou.

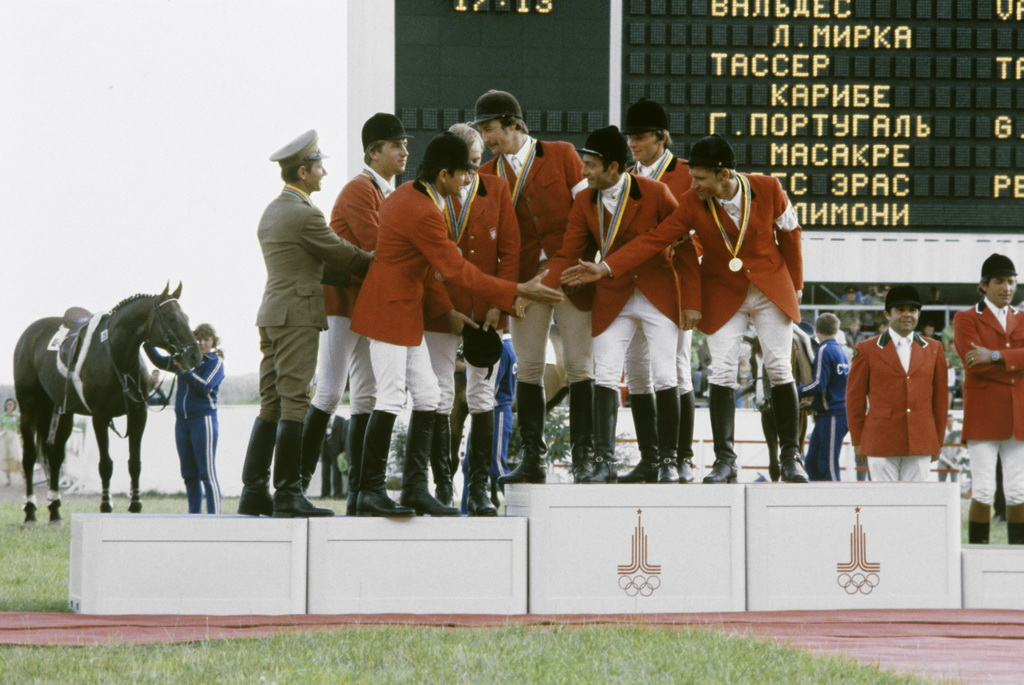
Les équipes soviétique (or) et polonaise (argent) sur le podium de saut d'obstacles aux Jeux olympiques de 1980.